# Du Chatelet (cratère)
Pour les articles homonymes, voir du Châtelet.
du Chatelet est le nom d'un cratère d'impact présent sur la surface de Vénus.
Le cratère a ainsi été nommé par l'Union astronomique internationale en 1994 en hommage à la femme de lettres, mathématicienne et physicienne française Émilie du Châtelet.
Son diamètre est de 18,5 km. Il se situe dans la région du quadrangle de Rusalka Planitia (quadrangle V-25).